# Carlos Torres (astrónomo)
Carlos Torres (Santiago, Chile, 1929-2011) fue un astrónomo chileno de la Universidad de Chile. quien entre 1968 y 1982, descubrió o co-descubrió diversos asteroides desde la Estación Astronómica de Cerro El Roble perteneciente a la Universidad de Chile. Fue honrado con el nombramiento del asteroide 1769 Carlostorres.

## Asteroides descubiertos
| (1973) Colocolo      | 18 de julio de 1968      | con S. Cofre  |
| (1974) Caupolican    | 18 de julio de 1968      | con S. Cofre  |
| (1992) Galvarino     | 18 de julio de 1968      | con S. Cofre  |
| (2028) Janequeo      | 18 de julio de 1968      | con S. Cofre  |
| (2282) Andrés Bello  | 22 de marzo de 1974      |               |
| (2518) Rutllant      | 22 de marzo de 1974      |               |
| (2654) Ristenpart    | 18 de julio de 1968      | con S. Cofre  |
| (2741) Valdivia      | 1 de diciembre de 1975   | con S. Barros |
| (2784) Domeyko       | 15 de abril de 1975      |               |
| (2858) Carlosporter  | 1 de diciembre de 1975   | con S. Barros |
| (2976) Lautaro       | 22 de abril de 1974      |               |
| (3050) Carrera       | 13 de julio de 1972      |               |
| (3361) Orfeo         | 24 de abril de 1982      |               |
| (3922) Heather       | 26 de septiembre de 1971 |               |
| (3970) Herran        | 28 de junio de 1979      |               |
| (4269) Bogado        | 22 de marzo de 1974      |               |
| (4853) Marielukac    | 28 de junio de 1979      |               |
| (4878) Gilhutton     | 18 de julio de 1968      | con S. Cofre  |
| (4881) Robmackintosh | 1 de diciembre de 1975   |               |
| (5569) Colby         | 22 de marzo de 1974      |               |
| (5659) Vergara       | 18 de julio de 1968      | con S. Cofre  |
| (6217) 1975 XH       | 1 de diciembre de 1975   | con S. Barros |
| (6888) 1971 BD       | 27 de enero de 1971      | con J. Petit  |
| (6889) 1971 RA       | 15 de septiembre de 1971 | con J. Petit  |
| (6940) 1972 HL       | 19 de abril de 1972      |               |
| (7045) 1974 FJ       | 22 de marzo de 1974      |               |
| (7151) 1971 SX       | 26 de septiembre de 1971 |               |
| (7975) 1974 FD       | 22 de marzo de 1974      |               |
| (8605) 1968 OH       | 18 de julio de 1968      | con S. Cofre  |
| (9917) 1979 MK       | 26 de junio de 1979      |               |
| (10993) 1975 XF      | 1 de diciembre de 1975   | con S. Barros |
| (12660) 1975 NC      | 15 de julio de 1975      | con S. Barros |
| (16352) 1974 FF      | 22 de marzo de 1974      |               |
| (17350) 1968 OJ      | 18 de julio de 1968      | con S. Cofre  |
| (27655) 1968 OK      | 18 de julio de 1968      | con S. Cofre  |
| (29079) 1975 XD      | 1 de diciembre de 1975   | con S. Barros |
| (43722) 1968 OB      | 18 de julio de 1968      | con S. Cofre  |

## Publicaciones

### (en inglés)
- H. Wroblewski, C. Torres, and S. Barros, Minor Planet Positions, Publicaciones Departamento de Astronomía Universidad de Chile, Vol. II, No. 7, pp. 215–244, (1977)
- H. Wroblewski, C. Torres, S. Barros, and M. Wischnjewsky, Minor planet positions obtained at Cerro Calan Observatory during 1978-1980, Astronomy and Astrophysics Supplement Series, vol. 51, pp. 93–95 (Jan 1983)
- H. Wroblewski, and C. Torres, New proper-motion stars south of declination -40 deg and right ascension between 00 H and 04 H 30 M, Astronomy and Astrophysics Supplement Series (ISSN 0365-0138), vol. 78, no. 2, pp. 231–247 (May 1989)
- H. Wroblewski and C. Torres, New proper motion determination of Luyten catalogue stars (LTT) south of declination -40 degrees and right ascension between 00 H and 04 H 30 M, Astronomy and Astrophysics Supplement Series (ISSN 0365-0138), vol. 83, no. 2, pp. 317–329 (May 1990)
- H. Wroblewski and C. Torres, New proper-motion stars south of declination -40 deg and right ascension between 04h 30m and 16h 00m, Astronomy and Astrophysics Supplement Series (ISSN 0365-0138), vol. 91, no. 1, pp. 129–169 (Nov 1991)
- H. Wroblewski and C. Torres, New proper motion determination of Luyten catalogue stars (LTT) south of declination -40 deg and right ascension between 04 H 30 M and 16 H 00 M, Astronomy and Astrophysics Supplement Series (ISSN 0365-0138), vol. 92, no. 3, pp. 449–472 (Feb 1992)
- H. Wroblewski and C. Torres, Proper motion LTT stars -5<DE<-30, 0<RA<13h30, VizieR Online Data Catalog: J/A+AS/128/457